# Porta e Torre de Almedina

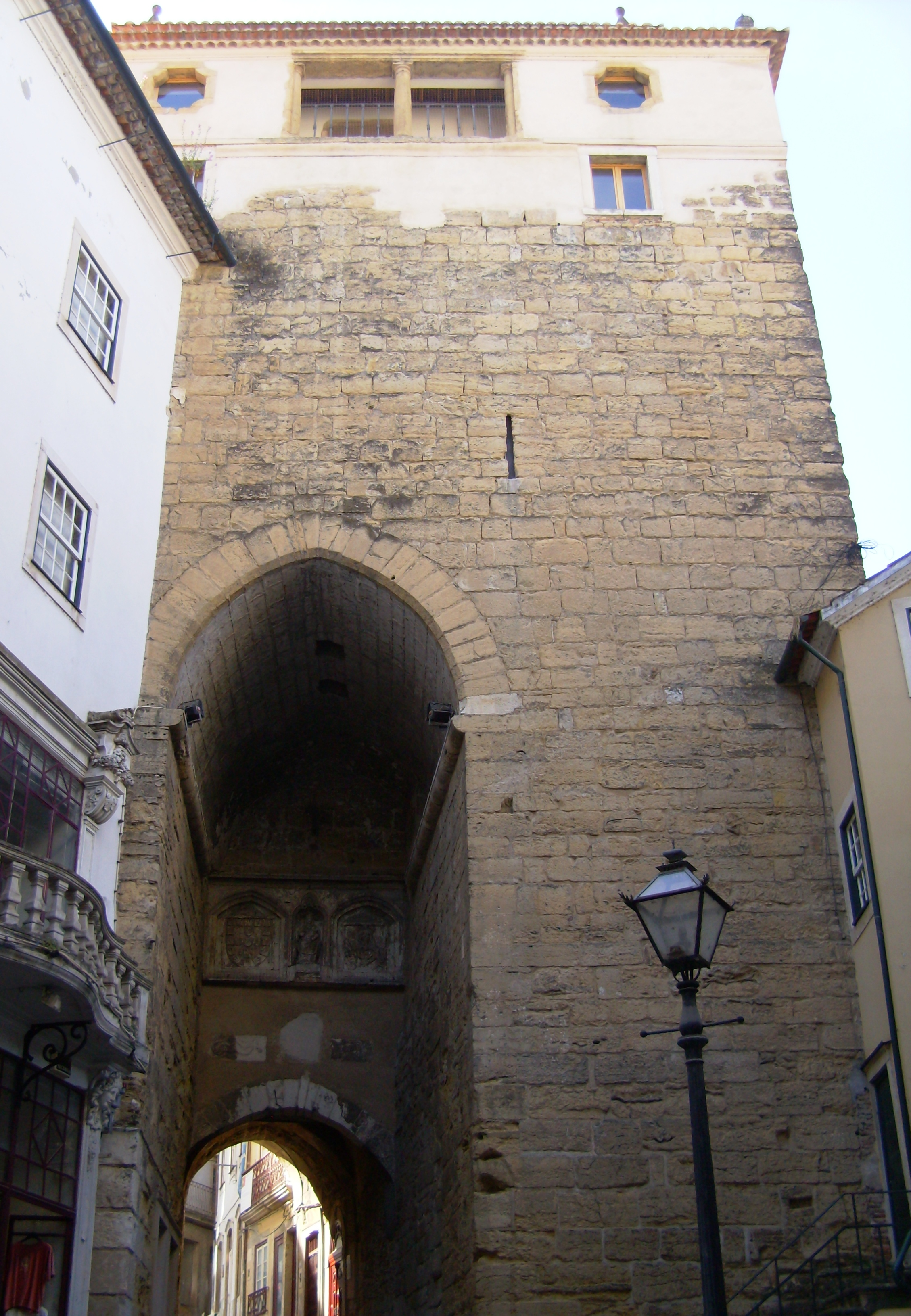
Porta e torre de Almedina, Coimbra.

A Porta e Torre de Almedina localizam-se na freguesia de Coimbra (Sé Nova, Santa Cruz, Almedina e São Bartolomeu), cidade e município de Coimbra, distrito do mesmo nome, em Portugal.
Como o próprio nome indica, constituía-se na porta da almedina, entrada principal da cidade intra-muros. É acedida a partir da porta da Barbacã, na rua Ferreira Borges, uma das principais artérias da baixa de Coimbra. Ambas integram o Núcleo da Cidade Muralhada.
A Cerca urbana de Coimbra, de que a Porta e Torre de Almedina faz parte, está classificada como Monumento Nacional desde 1910.

## História
Assente na parte mais baixa da cerca medieval, a sua edificação poderá remontar à época do conde Sesnando Davides, que conquistou Coimbra em 1064, tendo sido ao longo dos séculos por diversas vezes reformada e remodelada. Esta porta era defendida, primitivamente, por dois cubelos avançados que, mais tarde, foram ligados por meio de um arco fundo, por sobre o qual foi levantado o forte torreão. O seu aspecto atual poderá ser resultante de uma reforma no início do século XVI, por determinação de Manuel I de Portugal.
Internamente encontra-se decorada com um friso com os baixo-relevos da Virgem com o Menino, ladeada por duas pedras de armas.
Esta era possivelmente uma das torres de maior imponência no perímetro da muralha, devido à sua importância estratégica, uma vez que se constituía no acesso de maior importância, civil e militar, à cidade.

## A Porta da Barbacã

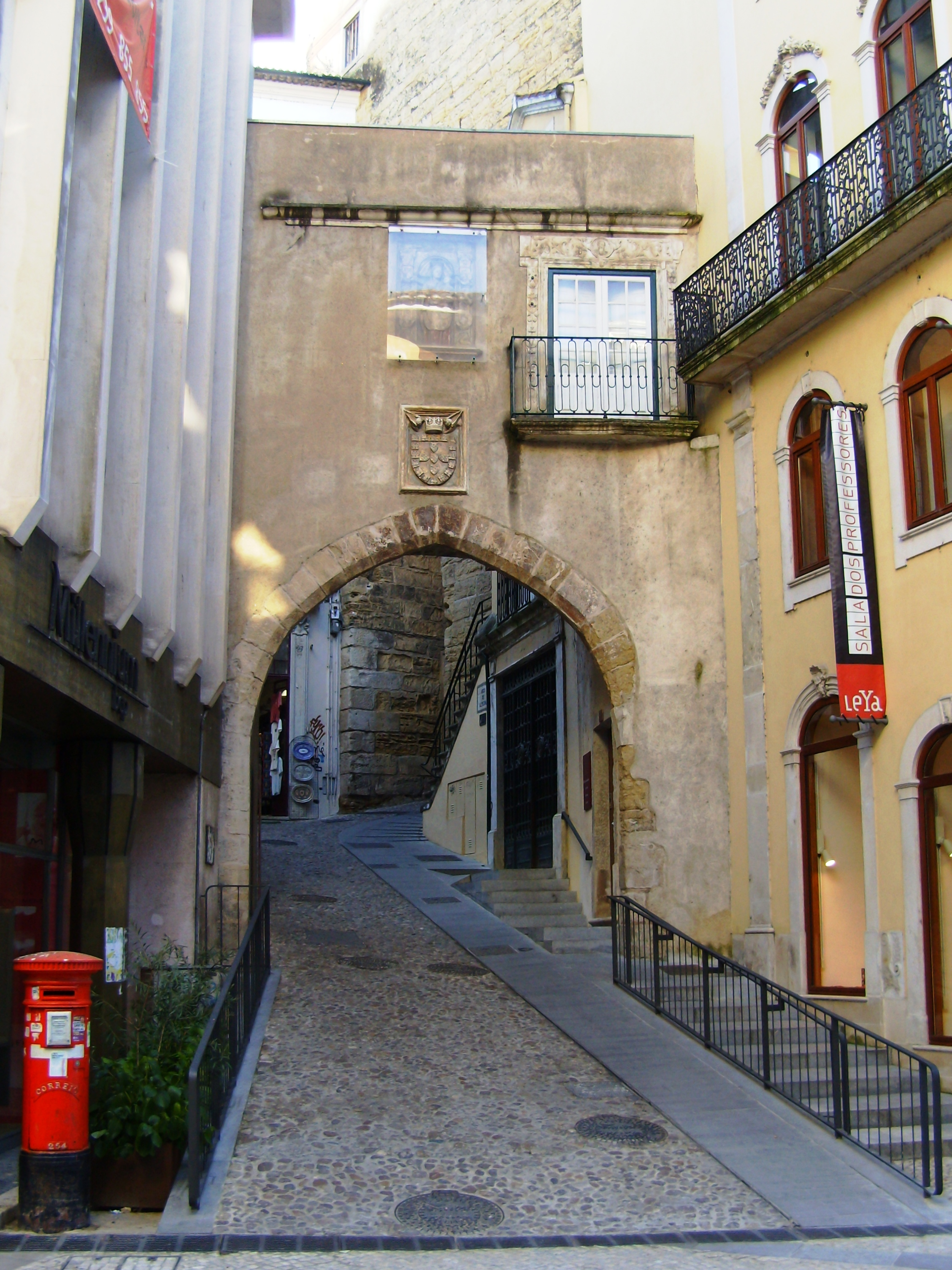
Porta da Barbacã, freguesia de Almedina, Coimbra.

Neste trecho mais vulnerável da cerca, entre a Porta de Almedina e a Porta de Belcouce, foi necessário reforçar a defesa, erguendo-se uma segunda cintura muralhada — a Barbacã. A sua porta, em arco quebrado, típica das fortificações do período manuelino, também chegou aos nossos dias, sendo confundida com a própria porta da Almedina que, na realidade, antecede. Atualmente serve de limite entre as freguesias de Almedina e São Bartolomeu.